# Heidenheimer Verkehrsgesellschaft

Historisches Logo bis 2015

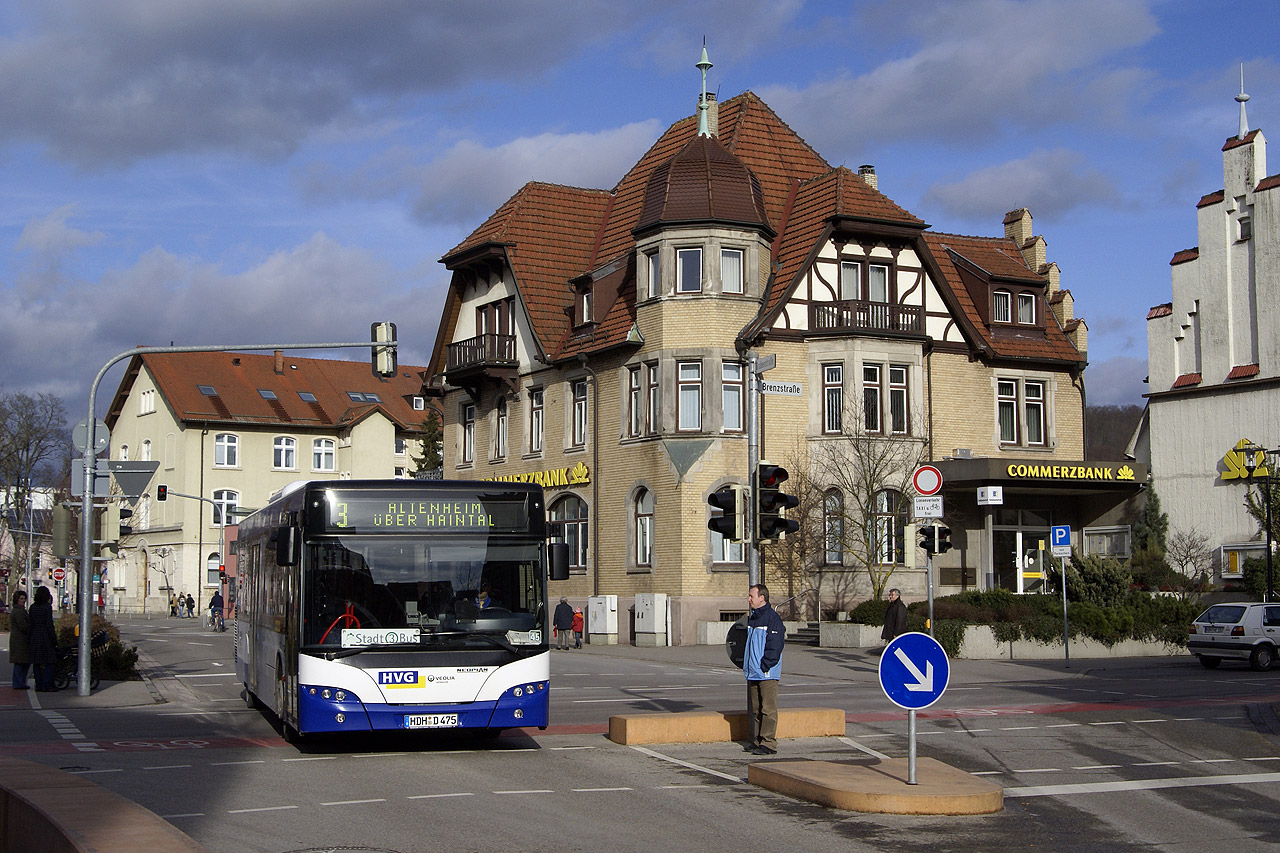
Stadtbus in Heidenheim

Die Heidenheimer Verkehrsgesellschaft mbH (HVG) ist eine Tochtergesellschaft des Landkreises Heidenheim (51 %) und der Transdev GmbH (49 %). Sie dient mit ihren 43 Bussen dem Nahverkehr vor allem im Landkreis Heidenheim, zwei Linien führen darüber hinaus in den Landkreis Dillingen. In Heidenheim und Giengen zeigt sich die HVG für den Stadtlinienverkehr verantwortlich. Außerdem betreibt sie den Regionalbusverkehr im südöstlichen Landkreis Heidenheim.

## Geschichte

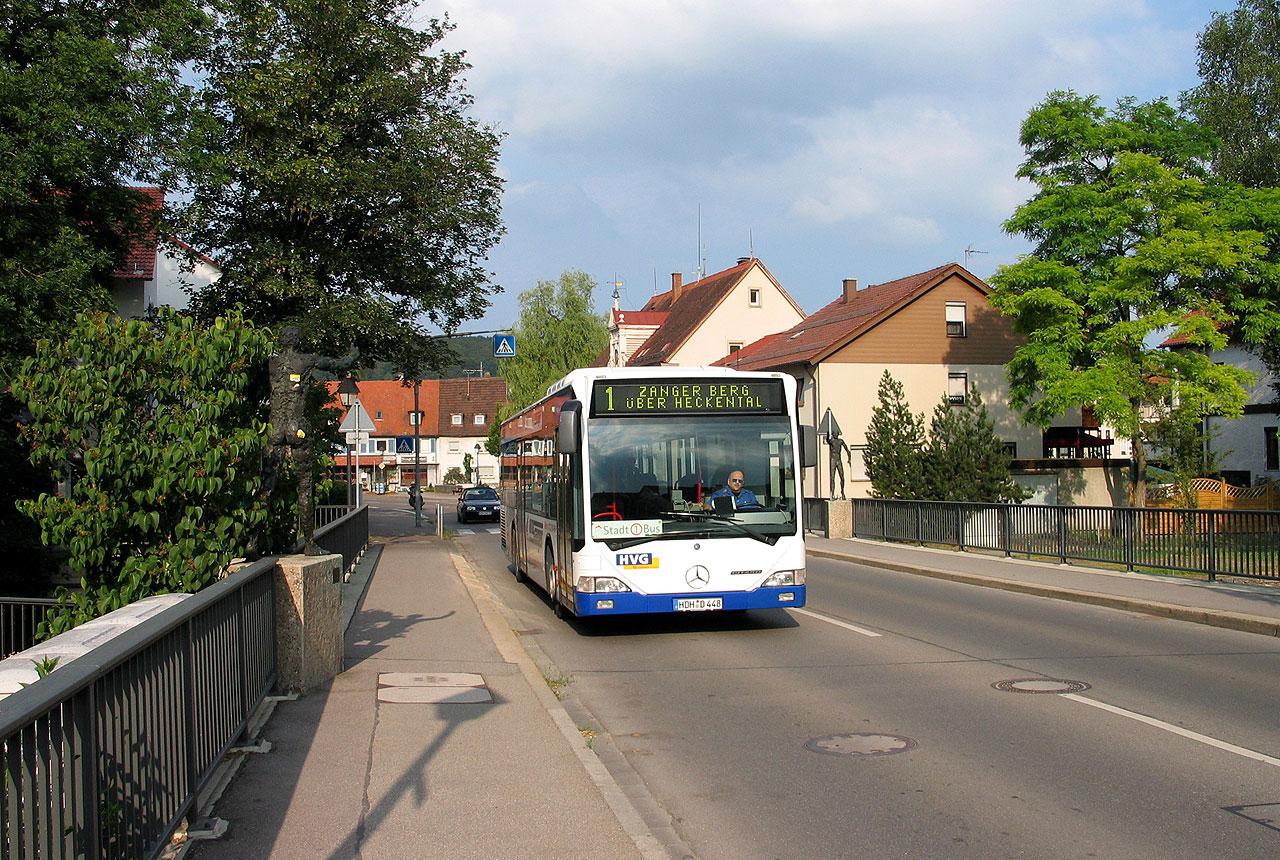
Stadtbus der HVG im Stadtteil Schnaitheim

Der Vorgänger der Heidenheimer Verkehrsgesellschaft war die Firma Wahl & Söhne, einst größtes privates europäisches Busunternehmen. Wahl nahm seine ersten Fahrten mit einem 18-sitzigen Ford-Omnibus am 6. August 1926 entlang der Bahnstrecke nach Schnaitheim auf, heute verkehrt dort die Stadtbuslinie 1. Wahl beschaffte zwei Monate nach Betriebsaufnahme einen zweiten Omnibus, deren Zahl stieg durch weitere Linien und steigende Fahrgastzahlen weiter.
Weitere Linien wurden zur Voithsiedlung, nach Oggenhausen und wieder entlang der Bahnstrecke nach Mergelstetten in Betrieb genommen. Dank des ab 1930 sich durchsetzenden Berufsverkehrs und geschickter Fahrplananlegung konnte das Unternehmen seine Spitzenstellung weiter ausbauen. Wahl legte seine Fahrten beispielsweise so, dass er kurz vor den Postbussen abfuhr und so die Fahrgäste in seine Busse brachte, während die Postbusse noch auf die Postsendung der Bahn warten mussten und nur schwach besetzt zu ihren Zielen aufbrachen.
Wahl versuchte zu Anfang des dritten Reiches, nicht nur der Eisenbahn im Brenztal Konkurrenz zu machen, sondern bot von Heidenheim ausgehend über Weißenstein und Göppingen direkte Fahrten nach Stuttgart zu wesentlich niedrigeren Preisen als die damalige Deutsche Reichsbahn an. Die Busse waren dementsprechend gut genutzt, jedoch wurden der Firma diese Fahrten untersagt. Als Umgehung des Verbotes wurden die Fahrten in benachbarte Städte wie Cannstatt oder Untertürkheim angeboten, von wo aus die Reisenden dann mit der Straßenbahn ihr Ziel erreichen konnten. Doch auch diese Umgehung des Verbots wurde Wahl untersagt, die Busse von der Polizei zwischen Göppingen und Stuttgart beschlagnahmt, die Reisenden verhört. Wahl gab die Fahrten auf. Während des Krieges wurden die Fahrzeuge und Mitarbeiter der Firma zum Kriegsdienst eingezogen und mussten teilweise Fahrdienste für die Post leisten.
Nach dem Krieg wuchs die Bevölkerung der Stadt Heidenheim sowie des Landkreises durch zahlreiche Flüchtlinge stark an, ein Nahverkehrssystem war notwendig geworden. Die Firma Wahl erkannte die Situation und baute ein städtisches Liniennetz sowie einige Überlandlinien auf.
Im Jahr 1987 musste die Firma Wahl allerdings Insolvenz anmelden. Aus der Konkursmasse des Unternehmens wurde am 1. Mai 1987 von der Württembergischen Eisenbahn-Gesellschaft mbH (heute Teil des Transdev-Konzerns) und dem Landkreis Heidenheim die Heidenheimer Verkehrsgesellschaft mbH gegründet. Die WEG bzw. später Transdev war mit 74,8 % und der Landkreis Heidenheim mit 25,2 % an der HVG beteiligt.
Da die HVG nach Ausschreibungsverfahren acht Regionalbuslinien im westlichen und nördlichen Kreisgebiet abgeben musste, beschlossen die beiden Eigentümer im Jahr 2020, die Unternehmensanteile neu zu verteilen, damit der Landkreis Heidenheim als Aufgabenträger rechtlich in die Lage versetzt wird, Linien direkt an die von ihm mehrheitlich kontrollierte Gesellschaft vergeben zu können. Der Landkreis ist seit dem 1. Januar 2021 mit 51 % an der HVG beteiligt, während die Transdev GmbH 49 % der Anteile hält.

## Verkehr

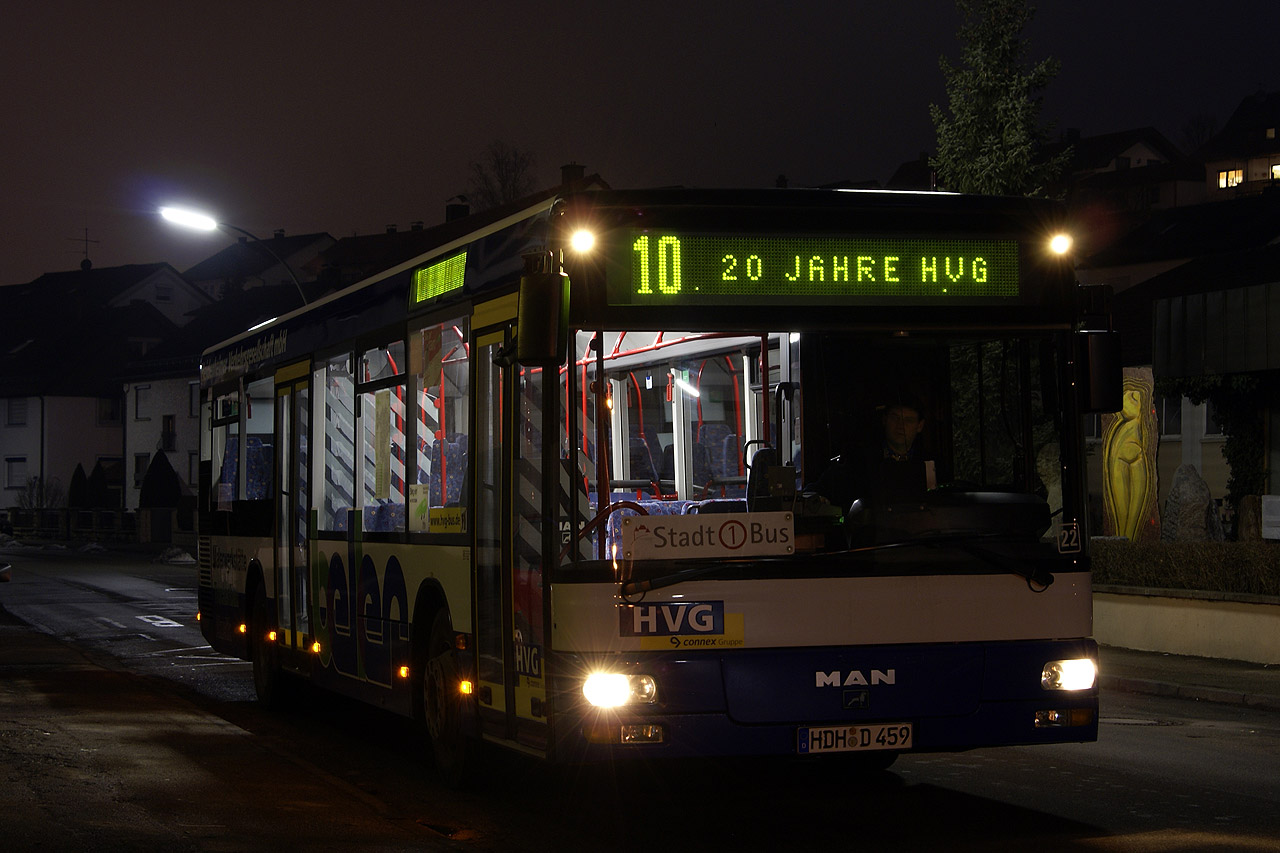
Stadtbus der HVG

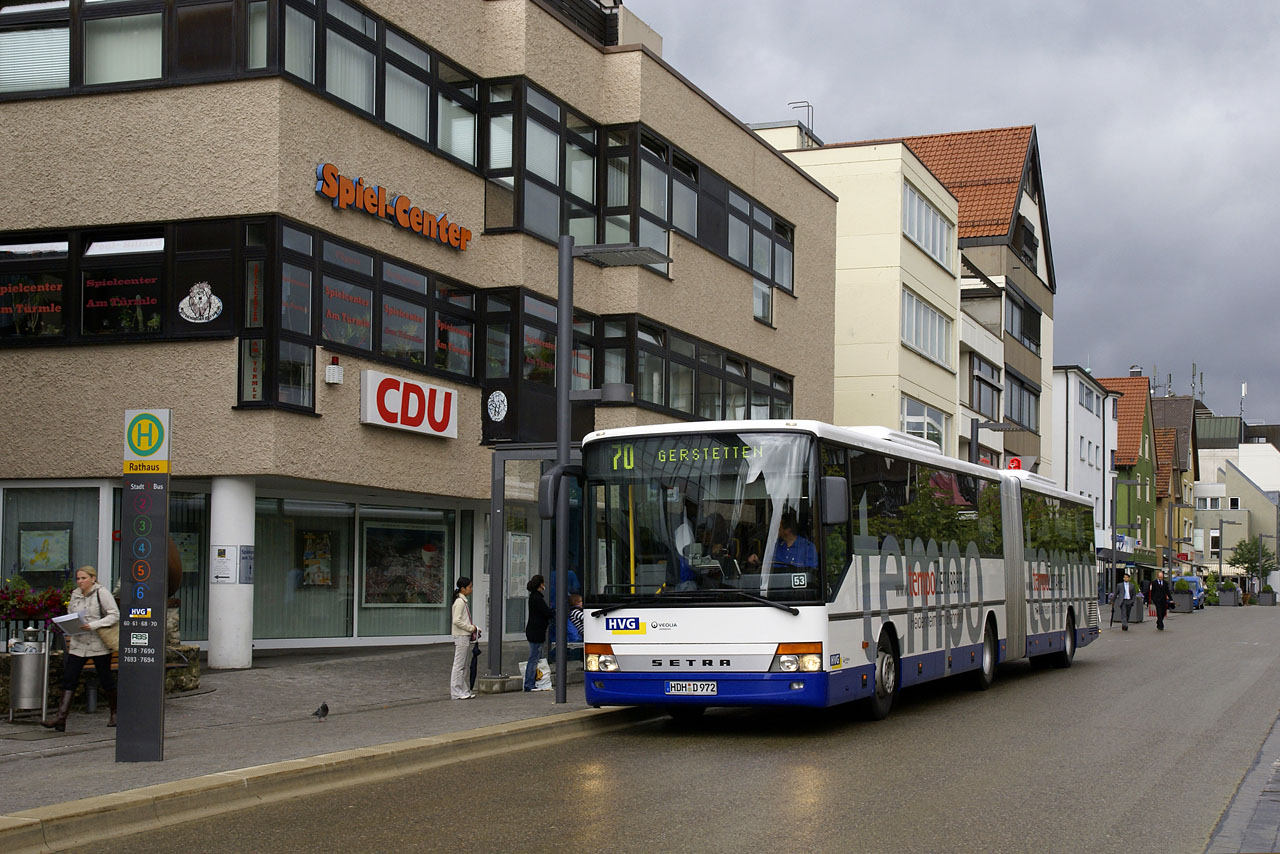
Regionalbus der HVG

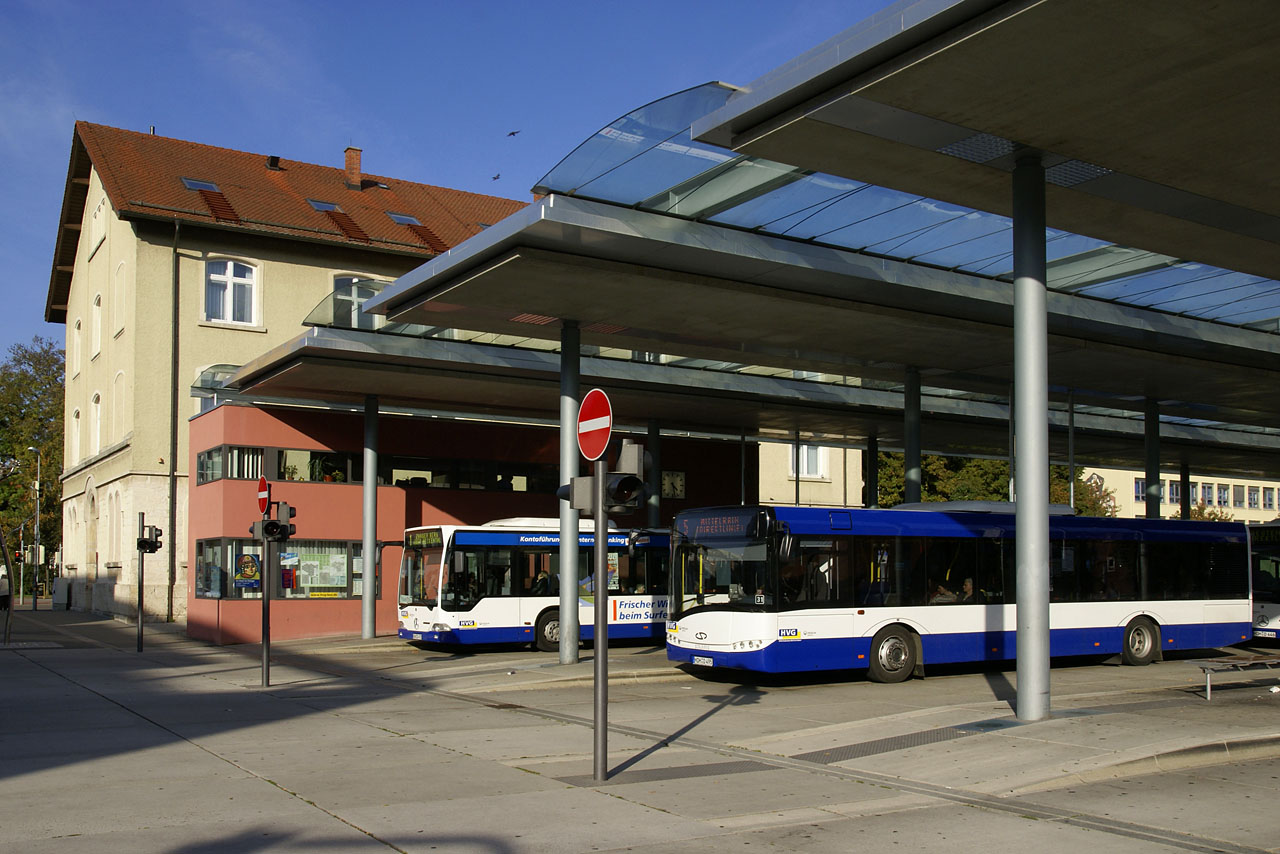
Die Zentrale Omnibushaltestelle in Heidenheim mit Stadtbussen

Im Landkreis Heidenheim bedient die HVG vier (ab Ende 2021 sechs) Regionalbuslinien sowie in der Stadt Heidenheim sieben Stadtbuslinien. Eine weitere Stadtbuslinie wird in Giengen betrieben.
Das neue innerstädtische Liniensystem in Heidenheim wurde am 23. Mai 2003 feierlich in Betrieb genommen. Herzstück der sieben Stadtbuslinien ist die Zentrale Omnibushaltestelle, kurz ZOH.

### Linien
| Linie | Linienweg |
| ----- | --- |
| 1     | ZOH – Heckental – Zanger Berg – Heckental – ZOH – Schnaitheim – Wehrenfeld – Schnaitheim – ZOH                                                           |
| 2     | ZOH – Reute – Zanger Berg – Galgenberg – ZOH – Haintal – Hansegisreute – Haintal – ZOH                                                                   |
| 3     | ZOH – Haintal – Altheim – Haintal – ZOH – Galgenberg – Zanger Berg – Reute – ZOH                                                                         |
| 4     | ZOH – Mergelstetten – Erbisberg – ZOH – Oststadt – Osterholz – Oststadt – ZOH                                                                            |
| 5     | ZOH – Reutenen – ZOH – Mittelrain – ZOH (Direktlinie, nur in den HVZ)                                                                                    |
| 6     | ZOH – Mergelstetten – Reutenen – Klinikum – ZOH – Galgenberg – Mittelrain – Ziegeläcker – ZOH                                                            |
| 7     | ZOH – Ziegeläcker – Mittelrain – Galgenberg – ZOH – Klinikum – Schloßhau – Reutenen – Mergelstetten – ZOH                                                |
| 60    | Heidenheim – Mergelstetten – Bolheim – Herbrechtingen |
| 61    | Heidenheim – Mergelstetten (– Bolheim – Herbrechtingen) – Giengen (bisherige RBS-Linie 7690 wird ab Ende 2021 in die bestehende HVG-Linie 61 integriert) |
| 62    | Giengen – Hohenmemmingen (– Sachsenhausen) – Bachhagel – Landhausen – Ballhausen – Altenberg – Staufen                                                   |
| 63    | Herbrechtingen – Industriepark A7 – Giengen (neue Linie ab Ende 2021)                                                                                    |
| 64    | Herbrechtingen – Hürben – Hausen – Bissingen – Stetten (ab Ende 2021; ersetzt bisherige RBS-Linie 7693)                                                  |
| 65    | Bahnhof – Schleife Südstadt – Bahnhof – Schleife Schießberg/Rechbergwanne – Bahnhof – Schleife Memminger Wanne – Bahnhof                                 |
| 68    | Heidenheim – Oggenhausen – Nattheim/Staufen |

### Fahrzeuge
Im Fahrzeugbestand befinden sich 43 Omnibusse. Der überwiegende Teil sind Niederflurbusse der Marken MAN und Mercedes-Benz in Solo- und Gelenkausführung, für Ausflugsfahrten und als Verstärkerfahrzeuge im Schülerverkehr gibt es darüber hinaus noch Kombibusse der Marke Setra. In der jüngeren Vergangenheit wurden auch Hochflur-Linienbusse der Marke Setra sowie Niederflurbusse der Marken Neoplan und Solaris eingesetzt, alle sowohl in der Solo- als auch in der Gelenkbusversion. Seit 2013 befindet sich ein Hybridbus des schweizerischen Herstellers Hess und seit 2020 drei Elektrobusse von Solaris im Fuhrpark.